# Josef Schumacher-Uttenberg

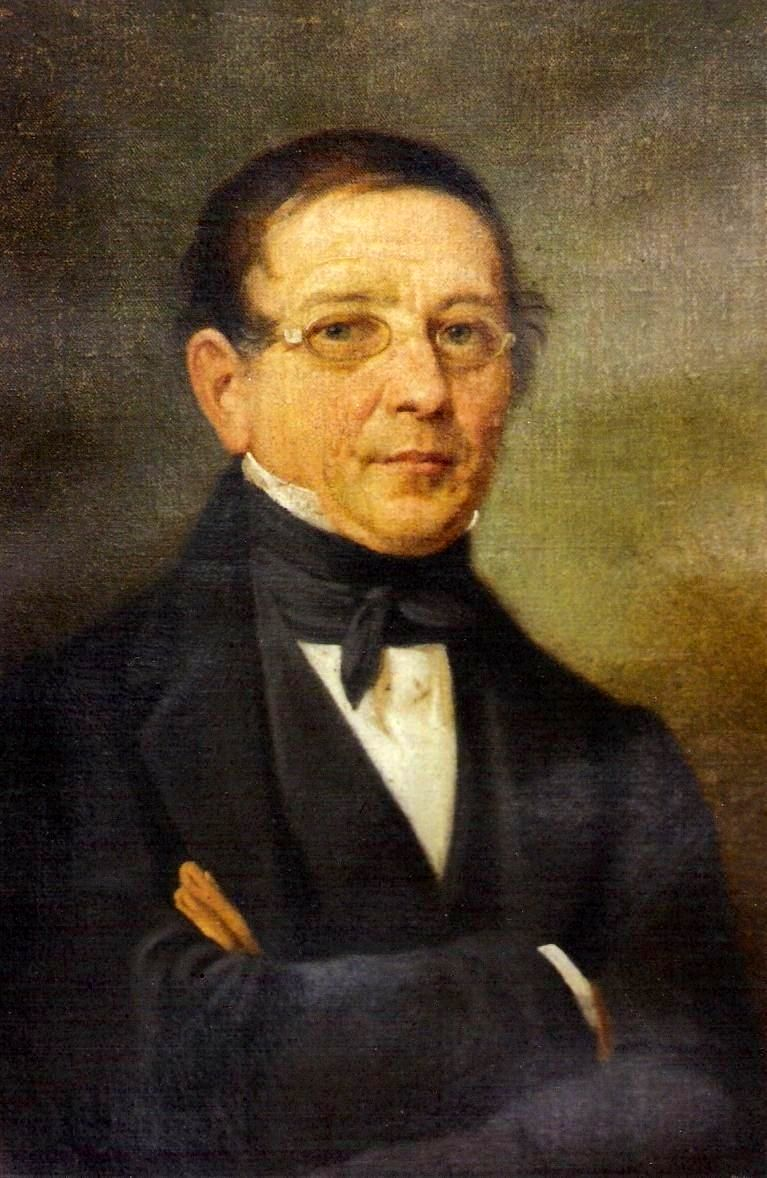
Josef Schumacher-Uttenberg

Josef Xaver Leodegar Franz Schumacher[-Uttenberg] (* 2. Mai 1793 in Luzern; † 30. Oktober 1860 ebenda, heimatberechtigt in Luzern) war ein Schweizer Jurist, Militär und Politiker (liberal).
Er war Präsident der Luzerner Regierung und Ständerat sowie Oberst und Divisionskommandant. Seine Karriere fällt in die Zeit der Restauration von 1815 und in jene der Revolutionen von 1830 und 1848. Im Winter bewohnte er sein Haus am Kapellplatz und den Sommer verbrachte er auf dem Herrensitz Utenberg oder auf dem Landsitz Meggerhorn. Sein Epitaph steht unter den Hallen im Hof zu St. Leodegar unweit des Zinggentores in einer Reihe mit den Akteuren seiner Zeit.

## Leben
Der als Josef Xaver Leodegar Franz Schumacher geborene Josef Schumacher-Uttenberg entstammte der Patrizierfamilie (von) Schumacher und kam als Sohn des Franz Josef Alois Schumacher und der Salesia Schumacher, geborene Keller, zur Welt. Nach einer Tauffeier ertrank sein Vater im Jahr 1799 in der Reuss, was aufgrund der politischen Verhältnisse nach der wieder eingeführten Patriziatsverfassung den Verdacht eines Attentats (Keller-Prozess) aufkommen liessen, und der Junge wuchs bei der Familie seiner Mutter auf. Acht Jahre später verstarb seine Mutter, die Schwester des liberal gesinnten Schultheissen Franz Xaver Keller, in dessen Haus er nun aufwuchs. Er besuchte das Gymnasium in Luzern und machte anschliessend eine Kaufmännische Ausbildung in Lausanne.
Im Jahr 1813 während des Endkampfes gegen Napoleon leistete Schumacher den Militärdienst in Graubünden als Quartiermeister im Bataillon seines späteren Schwiegervaters Oberstleutnant Josef Müller-Altdorf. Nachdem 1814 in Luzern unter Vinzenz Rüttimann die patrizische Verfassung wieder hergestellt war, wurde er Major im Stab seines Vetters General Niklaus Franz von Bachmann. 1815 war er bei der eidgenössischen Besetzung von Genf dem Brigadekommandanten Oberst Ludwig von Sonnenberg, dem nachmaligen General in Neapel, zugeteilt. Danach erfolgte seine Ernennung zum Oberst und Milizinspektor. 1830 traf er als Instruktor an der Militärschule in Thun den späteren Kaiser der Franzosen, Napoleon III., der als Hauptmann im 3. Berner Artillerieregiment Dienst tat. Ebenfalls Instruktor an der Militärschule war Oberst Guillaume Henri Dufour, der nachmalige General im Sonderbundskrieg. 1848 wurde Oberst Schumacher Divisionskommandant im Tessin und in Graubünden.
Auf kommunaler und kantonaler Ebene war Schumacher-Uttenberg tätig: Von 1822 bis 1825 war er Richter am Bezirksgericht der Stadt Luzern; dieses präsidierte er auch von 1848 bis 1854. Er war von 1822 bis 1828 im Verwaltungsrat der Stadt Luzern, wurde 1834 in den Stadtrat (Stadtregierung) gewählt und war von 1845 bis 1847 als Stadtpräsidenten von Luzern tätig. Als Stadtrat trat er am 2. Januar 1848 zurück. Von 1825 bis 1841 und von 1845 bis 1860 war er Mitglied im Luzerner Grossen Rat. Im Jahr 1826 wurde Schumacher in den Kleinrat gewählt, 1839 wurde er Schultheiss des Kantons Luzern und 1830, nach Aufhebung der neuen Patriziatsverfassung, Mitglied des Verfassungsrates, Präsident der militärischen Kantonsverwaltung und Mitglied der eidgenössischen Militäraufsichtsbehörde.
Nach dem Sieg der Konservativen, der mit dem Sonderbund im Jahr 1847 endete, wurde er Präsident der provisorischen Kantonsregierung und unterstützte mit Kasimir Pfyffer (von Altishofen) den Austritt aus dem Sonderbund. Sein Gegenspieler im konservativen Lager war Philipp Anton von Segesser. Als 1847 die eidgenössischen Truppen heranrückten und sich eine Niederlage abzeichnete, ergriff die Kantonsregierung die Flucht, und in der Bevölkerung brach Panik aus. Josef Schumacher übernahm die alleinige Führung, stellte die Ruhe und Ordnung wieder her und nahm Verbindung mit General Dufour auf. Dank deren freundschaftlichen Beziehungen blieb Luzern von grösserem Unglück verschont. Nach Erlass der neuen Staatsverfassung von 1848, die seine Präsidialunterschrift trägt, lehnte er die Wahl zum Regierungsrat ab. Auf eidgenössischer Ebene war Schumacher-Uttenberg vom 7. Dezember 1849 bis zum 8. Dezember 1853 Ständerat des Kantons Luzern.
Im Jahr 1832 wurde Schumacher-Uttenberg Zentralpräsident des Schweizerischen Schützenvereins. Er war Mitglied und Präsident im Armen- und Waisenrat (1854–1860) und Kapitalverwalter in der Korporationsgemeinde Luzern (1854–1860). Nach dem Kauf des Gutes Uttenberg in Luzern fügte er dem Familiennamen Schumacher den Zusatz Uttenberg hinzu.
Schumacher-Uttenberg war seit dem 6. November 1815 mit Sophie Müller, der Tochter seines früheren Bataillonskommandanten Oberst, Landammann und Tagsatzungsgesandten Josef Müller-Altdorf, verheiratet. Aus dieser Ehe gingen neun Kinder hervor. Der 1820 als einziger Sohn geborene Albert starb im Alter von 17 Jahren als Student des Jesuitenkollegium in Freiburg im Üechtland. Von seinen Töchtern heirateten drei patrizisch und drei bürgerlich, wodurch erstmals auch nicht-patrizische Familien zur Luzerner Gesellschaft stiessen. Das missfiel vor allem jenen patrizischen Müttern, deren Söhne nicht zum Zuge kamen, und so nannte man die Töchter, die eisern zusammenhielten, bald einmal «Zwetschgen». Josef Schumacher nahm es mit Humor und pflanzte für jede einen Zwetschgenbaum. So kam es, dass seine Nachkommen noch heute den Beinamen «Zwetschgen» haben.